# NGC 3591
NGC 3591 est une galaxie lenticulaire située dans la constellation de la Coupe. NGC 3591 a été découverte par l'astronome germano-britannique William Herschel en 1786.

## Caractéristiques
Sa vitesse par rapport au fond diffus cosmologique est de 5 875 ± 34 km/s, ce qui correspond à une distance de Hubble de 86,7 ± 6,1 Mpc (∼283 millions d'al).